# Xavi Rey
Xavier "Xavi" Rey Sanuy (Barcelona, 22 de abril de 1983) é um basquetebolista profissional espanhol que atualmente joga pelo Movistar Estudiantes. O atleta que possui 2,10m de altura, atua como pivô e tem carreira profissional desde 2007.

## Ligações Externas
- Xavi Rey no X